# Szárazány
Szárazány, románul: Sărăzani, ukránul: Серезань, falu Romániában, a Bánságban, Temes megyében.

## Fekvése
Lugostól északkeletre fekvő település.

## Története
Szárazány, Szárázány nevét 1514–1516 között említette először oklevél Zaraz, Felső-Zaraz, Zarazel néven.
1596-ban Zarazany, 1600-ban Szarazan, 1717-ben Sarasaing, 1808: Szarazán, 1913-ban Szárazány néven írták.
1851-ben Fényes Elek írta a településről:
...Krassó vármegyében, 4 katholikus, 531 óhitű lakossal, anyatemplommal, bortermesztéssel. Birja Malenicza.
A trianoni békeszerződés előtt Krassó-Szörény vármegye Lugosi járásához tartozott.
1910-ben 500 lakosából 22 magyar, 6 német, 472 román volt. Ebből 20 római katolikus, 472 görög keleti ortodox volt.

## Források

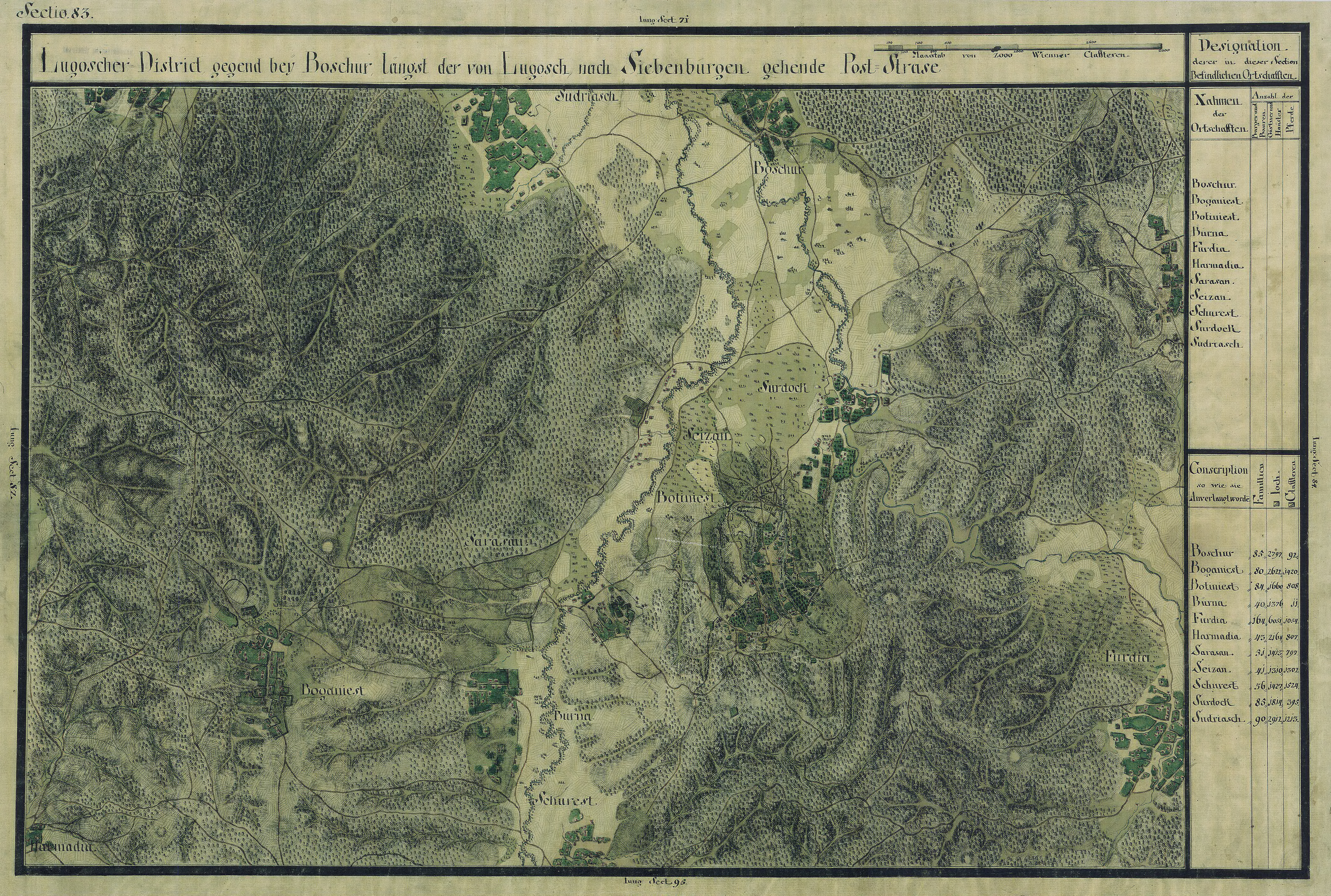
Szárazány egy régi térképen